# یان فرودنو
یان فرودنو (انگلیسی: Jan Frodeno؛ زادهٔ ۱۸ اوت ۱۹۸۱) ورزشکار ورزش سه‌گانه اهل آلمان است.
وی همچنین برندهٔ جوایزی همچون برگ بوی نقره‌ای شده‌است.
وی در مسابقات کشوری و بین‌المللی در مجموع برندهٔ ۷ مدال طلا، ۱ مدال نقره، ۱ مدال برنز شده‌است.